# Coronach
Coronach (od gael. corranach ’wspólne wycie’, ’wspólny ryk’) – szkocki i angielski gatunek literacki, rodzaj pieśni albo lamentu pogrzebowego.
Tradycyjny coronach był śpiewem improwizowanym przez szkockich górali w chwili śmierci lub pogrzebu.  Do literatury angielskiej gatunek ten wprowadził Walter Scott w powieści poetyckiej Pani Jeziora, tworząc w niej pieśń pogrzebową składającą się z sześciu zwrotek.